# Euthalia keda
Euthalia keda är en fjärilsart som beskrevs av Henry Maurice Pendlebury 1939. Euthalia keda ingår i släktet Euthalia och familjen praktfjärilar. Inga underarter finns listade i Catalogue of Life.